# جون هامر (متزلج فني)
جون هامر (بالإنجليزية: John Hamer)‏ هو متزلج فني بريطاني، ولد في 12 سبتمبر 1984 في Gillingham, Kent ‏ في المملكة المتحدة.

## وصلات خارجية
- الموقع الرسمي
- جون هامر على موقع الاتحاد الدولي للتزلج (الإنجليزية)